# Cesare Manaresi
Cesare Augusto Manaresi (Roma, 10 settembre 1880 – Varese, 1º settembre 1959) è stato un archivista, paleografo, diplomatista, genealogista italiano.

## Biografia

### La carriera all'Archivio di Stato di Milano
Figlio naturale di Giuseppe e di Felicita Carloni, passò l'infanzia a Imola e ottenne il diploma di liceo classico a Faenza. Ottenuta la laurea in lettere all'Università di Bologna tra il 1904 e il 1906, in quest'ultimo anno vinse un concorso per entrare nell'amministrazione archivistica, venendo destinato all'Archivio di Stato di Milano (29 agosto). Dotato di una buona conoscenza delle lingue straniere (parlava francese e tedesco), nel corso degli anni trascorsi all'ASMi (1906-1942) scalò la gerarchia archivistica, coltivando nel frattempo l'amore per la paleografia, la genealogia e la storia, ottenendo poi la libera docenza in paleografia, diplomatica e archivistica nel 1922 all'Università degli Studi di Pavia. Tra i principali collaboratori di Fumi e Vittani nella conduzione della Scuola di archivistica, paleografia e diplomatica di Milano durante il periodo in cui nell'Istituto milanese furono introdotti i principi della scienza archivistica moderna, Manaresi fu prima assistente di Vittani e, dopo la nomina di quest'ultimo a direttore dell'ASMi, ne divenne il direttore tra il 1922 e il 1938, durante i quali instaurò un clima severo e rigoroso verso i suoi discepoli affinché assorbissero appieno i contenuti delle scienze impartite quale base del «culto per la "verità", come egli chiamava il documento rettamente interpretato». Nel 1924 fu nominato socio corrispondente della Deputazione di Storia Patria della Lombardia e, nello stesso anno, socio corrispondente della Deputazione di Storia patria per la Toscana.

### L'insegnamento all'Università Statale di Milano
Nel 1938, dopo aver sperato fino all'ultimo di essere nominato direttore dell'Archivio in seguito alla morte di Vittani grazie ad appoggi presso il fascio locale, decise di abbandonare il servizio presso l'amministrazione archivistica venendo nominato docente di paleografia e diplomatica all'Università Statale di Milano (29 ottobre 1942) grazie all'appoggio sempre del partito fascista e dello storico Federico Chabod. Mantenuta la carica di docente universitario anche dopo la Liberazione (grazie al suo avvicinamento al Partito Comunista Italiano), Manaresi andò in pensione nel 1951, morendo poi otto anni dopo a Varese.

### Il contributo scientifico
Esperto archivista (insieme a Fumi e Vittani patrocinò l'introduzione della scienza archivistica moderna nata col Manuale degli archivisti olandesi), paleografo, diplomatista, genealogista e araldista, Cesare Manaresi concentrò i suoi studi sulla valorizzazione del patrimonio dell'Archivio di Stato di Milano affinché i suoi documenti fossero utili per la ricostruzione delle vicende lombarde.

## Onorificenze
Il Comune di Milano ha dedicato a Cesare Manaresi una via situata nel quartiere di Baggio

## Opere
Le opere di Manaresi che, tra saggi, pubblicazioni e contributi vari raggiungono l'ottantina, sono state qui riportate grazie al ricordo di Alfredo Bosisio, alle opere ricordate nella voce enciclopedica a cura di Gemma Guerrini Ferri e al Sistema Bibliotecario Nazionale (SBN). Si danno, di seguito, notizia delle opere più importanti del Manaresi:

### Archivistica
- Cesare Manaresi (a cura di), Regolamento e titolario per l'Archivio della provincia di Milano, Milano, Stab. tip. E. Reggiani, 1914, SBN RML0107276.
- Cesare Manaresi, Spigolature dagli archivi pavesi, in Archivio storico lombardo, n. 1-2, Milano, 1924,  pp. 226-232, SBN MIL0895439.

### Diplomatica
- Cesare Manaresi, Le pergamene imolesi del sec. X, Imola, Coop. tipografico-editrice P. Galeati, 1910, SBN MIL0381834.
- Cesare Manaresi, I registri viscontei, Milano, Archivio di Stato di Milano, 1915, SBN CUB0392086.
- Cesare Manaresi, Documenti sull'attività dei giudici imperiali degli appelli sul finire del sec. XIII a Milano, in Bollettino della Società pavese di storia patria, n. 1, Milano, 1917, SBN UBO2708930.
- Cesare Manaresi (a cura di), Gli atti del Comune di Milano fino all'anno 1216, Milano, Banca commerciale italiana, 1919, SBN IEI0398445.
- Cesare Manaresi, La data di anno nei documenti bobbiesi compresi nel "Codice di S. Colombano", in Archivio storico lombardo, n. 3-4, Milano, 1921, SBN USM1749782.
- (IT, LA) Cesare Manaresi, L'originale del diploma 231 di Ottone II, Milano, Tip. Capriolo e Massimino, 1923, SBN CUB0392087.
- Cesare Manaresi, Le pergamene di S. Bartolomeo in Strada di Pavia depositate dalla famiglia Castelbarco nell'Archivio di Stato in Milano, in Archivio storico lombardo, n. 3-4, Milano, 1924,  pp. 295-339, SBN MIL0895457.
- Cesare Manaresi, Una bolla inedita di Celestino III, in Bollettino della Società pavese di storia patria, vol. 24, n. 1-4, Pavia, 1928, SBN MIL0388290.
- Cesare Manaresi, Regesto di Cannobio, in Archivio storico della Svizzera italiana, vol. 3, Milano, 1928,  pp. 70-91, SBN UBO3031861.
- (IT, LA) Cesare Manaresi (a cura di), Regesto di S. Maria di Monte Velate sino all'anno 1200, Roma, Istituto Storico Italiano, 1937, SBN MIL0408558.
- (IT, LA) Cesare Manaresi, Giovanni Vittani, Caterina Santoro (a cura di), Gli atti privati milanesi e comaschi del sec. XI, Milano, Hoepli - Comune di Milano, 1933, SBN SBL0251642. In 4 voll.
- Cesare Manaresi, Il Liber instrumentorum seu chronicorum Monasterii Casauriensis della Biblioteca nazionale di Francia, in Rendiconti dell'Istituto lombardo di scienze e lettere, vol. 80, n. 1, Milano, Ulrico Hoepli, 1946, SBN MIL0388286.
- Cesare Manaresi, Un placito inedito della contessa Matilde, in Rendiconti dell'Istituto lombardo di scienze e lettere, vol. 83, n. 1, Milano, 1950, SBN UBO2959404.
- (IT, LA) Cesare Manaresi (a cura di), I placiti del regnum italiae. Usciti nei seguenti anni:
  -  Cesare Manaresi (a cura di), I placiti del regnum italiae - A. 776-945, vol. 1, Roma, Istituto storico italiano per il Medio Evo, 1955, SBN CUB0510987.
  -  Cesare Manaresi (a cura di), I placiti del regnum italiae - A. A. 962-1002, vol.2, Tomo I, Roma, Ed. Istit. Storico Ital. Per Il Medio Evo, 1957, SBN CUB0510988.
  -  Cesare Manaresi (a cura di), I placiti del regnum italiae - A. A. 1004-1024, vol.2, Tomo II, Roma, Ist. storico italiano per il Medio Evo, 1958, SBN BVE0638241.
  -  Cesare Manaresi (a cura di), I placiti del regnum italiae - A. A. 1025-1084, vol.3, tomo I, Roma, Istituto storico italiano per il Medio Evo, 1960, SBN SBL0524886., portato a termine nella revisione da Caterina Santoro[8]
  -  Cesare Manaresi (a cura di), I placiti del regnum italiae - A. 1085-1100, vol.3, tomo II, Roma, Istituto storico italiano per il Medio Evo, 1960, SBN CAG0049373., portato a termine nella revisione da Caterina Santoro[8]

### Paleografia
- Cesare Manaresi, A proposito di certe abbreviazioni di Comunitas Mediolani al Castello Sforzesco, in Archivio storico lombardo, n. 1-2, Milano, 1924, SBN UBO2708373.
- Cesare Manaresi, Paleografia latina: dalla corsiva romana alla minuscola carolina, Milano - Venezia, La Goliardica, post 1925, SBN MIL0412104.
- Cesare Manaresi, Elementi di paleografia latina, Milano - Varese - Roma, Istituto editoriale Cisalpino, 1943-1944, SBN CAG1969288., in due volumi
- Cesare Manaresi, Saggi di scrittura latina ad uso delle scuole di paleografia, Milano, Ist. ed. Cisalpino, 1946, SBN LO11490808.

### Genealogia e araldica
- Cesare Manaresi, Notizie sulla famiglia dell'arcivescovo Ariberto da Antimiano, in Archivio storico lombardo, n. 3-4, Milano, dicembre 1922,  pp. 394-396, SBN USM1753593.
- Cesare Manaresi, Orientamenti per le ricerche sulla nobiltà originaria lombarda, in Archivio storico lombardo, vol. 4, Milano, 1932,  pp. 426-442, SBN MIL0388297.
- Cesare Manaresi, La famiglia Giulini, Milano, 1938, SBN PUV0485171.
- Cesare Manaresi, Genealogia dei Treccani degli Alfieri, Milano, Emilio Bestetti, 1941, SBN TO00715957.
- Cesare Manaresi, La famiglia Serbelloni, Milano, Giuffrè, 1957, SBN USM1753436.